# Rhacophorus reinwardtii
La rana voladora malaya (Rhacophorus reinwardtii), también conocida como rana de telaraña negra, es una especie de ranas de la familia Rhacophoridae.
Habita en Indonesia y Malasia, en las islas de Borneo y Java.
Esta especie está en peligro de extinción por la pérdida de su hábitat natural.